# 夏詒霆
夏 詒霆（か いてい）は、中華民国の政治家・外交官。北京政府で外交事務に携わった。字は廷斎。

## 事跡
貢生となった後、ベルリンのドイツ公使館で翻訳官をつとめる。その後、スペイン公使館館員、パリ（フランス）公使館一等秘書官となる。1912年（民国元年）、夏詒霆は北京政府外交部秘書となり、翌年2月、国務院秘書に異動している。同年8月、日本に赴任し、1か月だけ署理横浜総領事となった。その後もベルギー・フランス在外公館領事を歴任した。1915年（民国4年）3月、夏は外交部参事となる。
翌1916年（民国5年）3月、帝制の目論見が潰えた袁世凱が新たな政治制度を検討するための政治研究会を創設し、夏詒霆はこの研究会の秘書長に任じられている。4月、夏は外交部次長代理となった。10月、段祺瑞内閣の外交総長代理を暫時つとめ、次いで大総統顧問兼国務院顧問に就任した。1918年（民国7年）2月、ブラジル・ペルー公使に任命されている。1920年（民国9年）1月、二等文虎章を、1922年（民国11年）10月、一等大綬嘉禾章を、それぞれ授与された。1927年（民国16年）、。任務を終えて帰国した。
その後は南京に居住し、1936年（民国25年）、故郷の江陰県に戻った。しかし、まもなく日中戦争が勃発したため、上海に逃れている。1944年（民国33年）、同地にて病没。享年67。

## 注
1. 1 2  徐主編（2007）、1142頁。
2. 1 2  Who's Who in China 3rd ed., p.298.
3. ↑  徐主編（2007）、1142頁による。Who's Who in China 3rd ed., p.298.は、1917年10月就任としている。
4. ↑  徐主編（2007）、1142頁による。Who's Who in China 5th ed., p.85は、1922年までの任期としている
5. ↑  澄（2012）。